# 36444 Clairblackburn
36444 Clairblackburn este o planetă minoră (asteroid) din centura de asteroizi. A fost descoperită pe 1 august 2000 la Observatorio de Cerro Tololo⁠(d) de Marc Buie⁠(d). 
Obiectul prezintă o orbită caracterizată de o semiaxă mare de 2,2746833 UAi, o excentricitate de 0,13, o înclinație de 5,26928 ° în raport cu ecliptica.